# Gibberula savignyi
Gibberula savignyi là một loài ốc biển, là động vật thân mềm chân bụng sống ở biển trong họ Cystiscidae.